# Chironomus fimbriatus
Chironomus fimbriatus är en tvåvingeart som först beskrevs av Jean-Jacques Kieffer 1910.  Chironomus fimbriatus ingår i släktet Chironomus och familjen fjädermyggor.
Artens utbredningsområde är Nepal. Inga underarter finns listade i Catalogue of Life.